# テムジン (企業)
株式会社テムジンは、日本のテレビ番組制作会社である。

## 歴史・概要
テムジンは、ドキュメンタリー制作を中心とした制作プロダクションである。
1987年、TBSの文化情報部で働いていたディレクターが中心となって設立。以降、BSを始めテレビ東京、日本テレビの情報、ドキュメンタリー番組の制作に取り組む。特にTBSの「報道特集」では、1989年以降、中ソ和解、民主化運動、六四弾圧と続いた中国の激動の時期を、自らの企画とルートで取材、会社設立の動機を実体化することに成功した。創立以来の歩みの中で、中国の人脈を築き上げていく。
民放での番組制作の最中、制作プロダクションとしては初めて「NHKスペシャル」を制作。1作目の「告白・迷路者〜上海労働教養所〜」以降、「黄土の民はいま〜中国革命の聖地・延安〜」（モンテカルロ国際テレビ映像祭でゴールデンニンフ賞［グランプリ］獲得）、「独生子女〜中国の人口抑制政策〜」を制作。
現場主義を掲げ、中国を中心とした世界各地のドキュメンタリー番組を制作している。

## 制作番組

### 放送中のテレビ番組
- NHKスペシャル（NHK）
- BS1スペシャル（NHK）
- BS世界のドキュメンタリー（NHK）
- 世界ふれあい街歩き（NHK）
- さわやか自然百景（NHK）
- Asia Insight（NHK）
- 新日本風土記（NHK）
- イッピン（NHK）
- 渡辺直美のナオミーツ（NHK）
- Where We Call Home （NHK）
- 映像の世紀 バタフライエフェクト（NHK）
- いいいじゅー!!（NHK）

### 過去のテレビ番組
- 世界わが心の旅（NHK）
- 課外授業ようこそ先輩（NHK）
- 地球に乾杯（NHK）
- アジアWHO'SWHO（NHK）
- 地球に好奇心（NHK）
- 熱中ホビー百科（NHK）
- 東京探検（テレビ東京）
- そこが知りたい（TBS）
- おしゃれ工房（NHK）
- 生活ほっとモーニング（NHK）
- 熱中時間（NHK）
- NHKスペシャル 中国〜12億人の改革開放 第5集「広州青春グラフィティ」(NHK・1994年)
- NHKスペシャル 中国〜12億人の改革開放 第10集「福建発ニューヨーク行き」(NHK・1994年)
- NHKスペシャル 激流中国「チベット 聖地に富を求めて」（NHK・2007年）
- マイスター魂（NHK 2008年）
- いのちドラマチック（NHK）
- アジアンスマイル（NHK）
- 週刊ブックレビュー（NHK）
- きれいの魔法（NHK）
- 日経スペシャル ガイアの夜明け（テレビ東京）
- ハイビジョン特集（NHK）
- CHINA WOW（NHK国際）

## おもな受賞歴

### 1990年
- NHKスペシャル「人間は何を食べてきたか 灼熱の海に鯨を追う」 第28回ギャラクシー賞奨励賞

### 1991年
- NHKスペシャル「西方に黄金夢あり〜中国脱出モスクワ新華僑〜」 第29回ギャラクシー賞奨励賞

### 1992年
- 世界わが心の旅「故郷中国 ロング・イエローロード」 第3回 アジアテレビ映像際アジア未来賞
- NHKスペシャル「黄土の民は今 〜中国革命の聖地 延安〜」 第35回 モンテカルロ国際テレビ映像祭・ゴールデンニンフ賞（グランプリ）・同テレビ批評家協会賞・第3回 アジアテレビ映像祭最優秀賞・第30回ギャラクシー賞奨励賞

### 1996年
- NHK新春特集「風の橋〜中国雲南 大峡谷に生きる〜」 第34回ギャラクシー賞選奨賞

### 1997年
- NHK秋季特集「杉の海によみがえる巨大楼閣〜中国 森の民トン族〜」 第35回ギャラクシー賞奨励賞・第16回 ATP賞優秀賞

### 1998年
- NHKウィークエンドスペシャル「天と地の時を奏でる〜中国55少数民族 音楽の旅〜」 ATP優秀賞

### 2000年
- シリーズ20世紀 家族の歳月 「我が子は3700人〜木浦共生園 海峡を渡った3世代の願い〜」 2000年ATP賞 新人賞

### 2001年
- テレビ朝日 素敵な宇宙船地球号「奇跡の海オホーツク〜流氷を生み出す恵み〜」第42回 科学技術映像祭 文部科学大臣賞・児童福祉文化賞推薦作品
- テレビ朝日 素敵な宇宙船地球号「オーストラリア 花咲く大地の小さな事件簿」科学放送 高柳記念奨励賞・アジア・テレビ映像祭 野生生物番組部門 最優秀賞

### 2003年
- NHK ハイビジョン特集「留用された日本人」 第29回放送文化基金賞 企画賞・ドキュメンタリー番組賞・第20回 ATP賞 ドキュメンタリー部門 優秀賞

### 2005年
- NHK ハイビジョン特集「天山蜜に挑む 〜蜂客6000キロの旅〜」 ATP賞 ドキュメンタリー部門 優秀賞

### 2006年
- NHK ハイビジョン特集「取り残された民衆 〜元関東軍兵士と開拓団家族の証言〜」 第44回ギャラクシー賞
- NHK ハイビジョン特集「カウラの大脱走」 ATP賞 ドキュメンタリー部門 優秀賞

### 2007年
- NHK 「青海チベット鉄道 〜世界の屋根2000キロを行く〜」 NHK放送総局長特賞
- NHK 「民衆が語る中国・激動の時代　〜文化大革命を乗り越えて〜」 第44回ギャラクシー賞 優秀賞
- NHK ハイビジョン特集「取り残された民衆　〜元関東軍兵士と開拓団家族の証言〜」 第44回ギャラクシー賞 選奨

### 2008年
- NHK ハイビジョン特集「地獄を見たから生きてこられた　〜満蒙開拓団の戦後〜」第45回ギャラクシー賞 奨励賞
- NHK NHKスペシャル「激流中国」制作グループ第34回放送文化基金賞　個人・グループ部門

### 2009年
- NHK ハイビジョン特集「“認罪”〜中国 撫順戦犯管理所の6年〜」第46回ギャラクシー賞 大賞（グランプリ）
- NHK ハイビジョン特集「“認罪”〜中国 撫順戦犯管理所の6年〜」第35回放送文化基金賞　ドキュメンタリー番組賞
- NHK BSドキュメンタリー「李先生と30人の子どもたち　〜紅白中心学校〜」ATP賞ドキュメンタリー部門最優秀賞

### 2010年
- NHK BS特集「民衆が語る中国　建国60年」第36回　放送文化基金賞　ドキュメンタリー番組賞
- NHK ハイビジョン特集「満蒙開拓青少年義勇軍　〜少年と教師それぞれの戦争〜」　第48回　ギャラクシー賞　奨励賞
- NHK ハイビジョン特集「歴史から消された兵士たち　〜中国“抗日老兵”の歳月〜」第48回　ギャラクシー賞　奨励賞